# Pierret
Pierret ist ein französischer Familienname.

## Namensträger
- Alain Marie Pierret (1930–2023), französischer Diplomat
- Alexandre Pierret (1814–1850), französischer Insektenkundler
- Arnold Pierret, belgischer Turner
- Didier Faivre-Pierret (* 1965), französischer Radrennfahrer
- Georges Pierret (1930–2010), französischer Politiker
- Méline Pierret (* 1999), Schweizer Volleyballspielerin